# Valente (mestre da infantaria)
Valente (em latim: Valens) foi um oficial romano do século V, ativo durante o reinado do imperador romano ocidental Honório (r. 395–408). Segundo uma lei de 14 de novembro de 408 presente no Código de Teodósio, foi nomeado conde dos domésticos infantes. Talvez ainda ocupava esta posição em 409. Nesse ano, após a queda de Olímpio e seus apoiantes, foi nomeado mestre da infantaria. No final do ano, foi enviado por Honório como emissário com Jóvio, Potâmio, Juliano para o usurpador Prisco Átalo em Roma.